# Mother Simpson
"Mother Simpson" är avsnitt åtta från säsong sju av Simpsons och sändes på Fox i USA den 19 november 1995. Efter att ha fejkat sin egen död för att slippa jobbet för en dag upptäcker Homer att hans mor, Mona lever fast han trott att hon varit död i 27 år. Avsnittet regisserades av David Silverman och var det första som skrevs av Richard Appel. Glenn Close gästskådespelare som Mona och Harry Morgan som Bill Gannon. Avsnittet innehåller flera referenser till 1960-talet.

## Handling
Mr. Burns tvingar sina anställda att städa upp en motorväg som ska städas av hans företag. För att slippa städa på en lördag fejkar Homer sin död. Nästa dag har nyheten om Homers död spridit sig i Springfield och han lovar Marge att besöka folkbokföringen så han inte längre ska vara dödförklarad. Hos folkbokföringen upptäcker Homer att hans mor lever fast hon varit död i 27 år. Homer går och besöker sin mors gravsten för första gången men upptäcker att den tillhör Walt Whitman. Homer ser på kyrkogården en öppen grav med sitt eget namn och ramlar i den. En kvinna kommer till graven och ber mannen att gå upp ur sin sons grav. Homer påpekar att det är hans grav och inser då att kvinnan är hans mor, Mona.
Homer tar med sig Mona hem för att träffa familjen och hela familjen blir chockad över att hon lever. Bart försöker få Mona att ta igen de förlorade 10 åren som han levat och Lisa upptäcker att hon liknar henne men Marge är orolig över vad som kommer att hända om hon lämnar Homer igen som är glad över att fått henne tillbaka. Lisa upptäcker att Mona är rädd för polisen och Bart visar henne ett körkort med olika namn som han hittat med hennes bild. Lisa och Bart tror att Mona är en bedragare och familjen konfronterar henne. Mona berättar att 1969 under Super Bowl III blev hon en hippie då hon såg Joe Namaths långa hår. Hon hjälpte till att förstöra Mr. Burns odlingar i ett laboratorium och blev den enda av hippisarna som identifierades. För att inte åka fast flydde hon under hemligt namn.
Mona och Homer besöker postkontoret för att hämta paket som hon skickat till Homer varje vecka för att visa att hon levt. På postkontoret är också Mr. Burns som känner igen henne och han ser till att FBI ska hämta henne till rättegång. FBI och Burns hittar Mona hos familjen Simpson men hon har flytt igen då Clancy Wiggum varnade dem som tack för att hon hjälpte honom att bli av med astman då de förstörde odlingarna. Homer och Mona är utanför staden där hon blir upplockad av en grupp hippies och lämnar Homer igen.

## Produktion
Avsnittet skrevs av Richard Appel som ville göra ett avsnitt om Homers mamma som bara visats i tillbakablikar. De andra författarna blev förvånade att de glömt ta upp en större historia om Homers mamma vid sjunde säsongen. I avsnittet kommer det fram att Lisa är smart via sin farmor. Scenen då Homer kollar på stjärnorna efter att ha lämnat Mona lades in av David Silverman. Delen visades över eftertexterna. Bill Oakley har sagt att han blev tårögd under scenen.
Glenn Close gästskådespelar som Mona, hon regisserades av Josh Weinstein som blev övertalad att göra rollen av James L. Brooks. Mona fick samma överläpp och näsa som Homer. Regissören anser att det var svårt att designa henne då hon skulle vara attraktiv och äldre men ändå en Simpsons-figur. Idén att hon skulle vara hippie baserades på Bernardine Dohrn. Mona fick bli brottsling genom att stoppa något ont som Mr. Burns planerade. Namnet är samma som Richard Appels fru, Mona Simpson. När Mona går in i hippiernas bil innan hon lämnar Homer fick D'oh-ljudet göras av Pamela Hayden då Glenn Close inte kunde säga det tillräckligt bra
Designen av Joe Friday är baserad på "Dragged Net!", en parodi på Dragnet från Mad Magazine under 1950-talet. Mona blev en hippie efter att ha sett Joe Namaths polisonger, samtidigt spelas låten "Turn! Turn! Turn!" Från början var tanken att "Wake Me Up Before You Go-Go" skulle spelas istället för "Waterloo" men var för dyr.

## Kulturella referenser
Tre sånger 1960-talet finns i avsnittet, "Sunshine of Your Love", "Blowin' in the Wind" och "All Along the Watchtower". Mona Simpson läser boken Steal This Book av Abbie Hoffman. Mona jobbade under sin flykt med att använda sig av Jerry Rubin, Bobby Seale och Tom Hayden. Hippierna har en Spiro Agnew-väckarklocka. Då Mr. Burns kör en pansarbil mot Simpson hus och har en för stor hjälm är det en referens till ett stunt av Michael Dukakis under 1988. Mr. Burns börjar spela "Ride of the Valkyries" från ett kassettband som avbryts för att börja spela "Waterloo" av Abba som Waylon Smithers råkat spela in. Maggie dansar med slogan skrivna på sin kropp som en referens till Rowan & Martin's Laugh-In. Två av FBI-agenterna är Joe Friday och Bill Gannon från Dragnet. Bill Gannons röst görs av Harry Morgan.

## Mottagande
Avsnittet hamnade på plats 45 över mest sedda program under veckan med en Nielsen ratings på 10,0, vilket gav 9,6 miljoner hushåll och var det fjärde mest sedda på Fox under veckan. Avsnittet är en av Oakley och Weinsteins favoritavsnitt då den visar känslor, har bra skämt och en intressant historia. Bill Oakley tror att avsnittet skulle vunnit om de hade skickat in det till Emmy Award för "Outstanding Animated Program (For Programming less than One Hour)". Scenen då Homer sparkar på Walt Whitmans grav och klagar på honom är en av David Silvermans favoritskämt.
Warren Martyn och Adrian Wood har i boken I Can't Believe It's a Bigger and Better Updated Unofficial Simpsons Guide hyllat avsnitten för skämten och var rörande. The Quindecim placerade avsnitt på plats 19 i en lista över de 25 bästa avsnitten. IGN.com har rankat Glenn Closes medverkan som den 25 bästa gästskådespelaren i seriens historia. Under 2008 placerade Entertainment Weekly Close på plats 16 över samma lista.